# Довжанська міська територіальна громада
Довжанська міська громада — номінально утворена територіальна громада в Довжанському районі Луганської області України. Адміністративний центр — місто Довжанськ.
Територія громади є окупованою.
Утворена 12 червня 2020 року шляхом об'єднання Свердловської і Червонопартизанської міських, Бірюківської, Володарської, Калінінської, Кленової, Комсомольської, Ленінської, Шахтарської, Новодар'ївської і Нагольно-Тарасівської селищних, Дар'їно-Єрмаківської, Матвіївської, Медвежанської, Новоборовицької, Олександрівської і Провальської сільських рад Луганської області.

## Населені пункти
У складі громади: міста — Вознесенівка, Довжанськ; селища — Братське, Валянівськ, Довжанське, Іващенко, Калинівка, Киселеве, Покровка, Прохладне, Устинівка, Федорівка, Хмельницький; села — Ананьївка, Антракоп, Астахове, Березівка, Бобриківка, Верхньотузлове, Дар'ївка, Дар'їно-Єрмаківка, Зеленопілля, Зимівники, Калинник, Карпове-Кріпенське, Кондрюче, Коробкине, Куряче, Любиме, Маловедмеже, Мар'ївка, Матвіївка, Маяк, Медвежанка, Миколаївка, Нагірне, Новоборовиці, Олександрівка, Панченкове, Провалля, Ритикове, Уткине, Черемшине; смт — Вальянівське, Ведмеже, Великокам'янка, Дубове, Кленовий, Криничне, Кундрюче, Нагольно-Тарасівка, Новодар'ївка, Павлівка, Шахтарське.